# ميخائيل إرتسيغ
ميخائيل إرتسيغ (بالإنجليزية: Michael Erceg)‏ هو شخصية أعمال نيوزيلندي، ولد في 26 مارس 1956، وتوفي في 4 نوفمبر 2005.